# Isorropus fasciata
Isorropus fasciata là một loài bướm đêm thuộc phân họ Arctiinae, họ Erebidae.